# Février 1995

## Faits marquants
- 4 février : promulgation en France de la loi Pasqua d'orientation pour l'aménagement et le développement du territoire.
- 8 février : Roméo LeBlanc est nommé gouverneur général du Canada.
- 10 février : adhésion de la Lettonie au Conseil de l'Europe.
- 28 février : fin de la guerre du Cenepa entre l'Équateur et le Pérou

## Naissances notables
- 6 février : Moon Jong-up, chanteur sud-coréen (B.A.P)
- 7 février : Tom Glynn-Carney, acteur anglais
- 8 février : Kasper Asgreen, cycliste danois
- 13 février : 
  - Frederik Børsting, footballeur danois.
  - Syrine Issaoui, lutteuse tunisienne.
  - Tibor Linka, kayakiste slovaque.
  - Lia Neal, nageuse américaine.
  - Georges-Kévin Nkoudou, footballeur français d'origine camerounaise.
  - Maria Wierzbowska, rameuse d'aviron polonaise
- 19 février : Nikola Jokić, basketeur serbe
- 24 février : Chance Sisco,  joueur américain de baseball.

## Décès
- 2 février :
  - André Frossard, journaliste et essayiste français, membre de l'Académie française.
  - Fred Perry, joueur de tennis et de tennis de table britannique
  - Donald Pleasence, acteur britannique.
- 4 février : Patricia Highsmith, romancière américaine.
- 6 février :
  - Jacques Duntze, aviateur et résistant français.
  - James Merrill, poète américain.
  - Art Taylor, batteur de jazz américain.
- 11 février : François Boutin, entraîneur français de chevaux de course.
- 12 février : Rachid Mimouni, écrivain algérien.
- 15 février : Édouard Frédéric-Dupont, homme politique français.
- 21 février : Calder Willingham, scénariste américain.
- 22 février : Emmanuel Roblès, écrivain français.
- 24 février :
  - Tatsumi Kumashiro, réalisateur japonais.
  - Hideko Maehata, nageuse japonaise.